# Гурно (Люблінське воєводство)
Гурно (пол. Górno; укр. Гірне) — село в Польщі, у гміні Томашів Томашівського повіту Люблінського воєводства.
Населення — 128 осіб (2011).

## Історія
Первісним населенням Гурно були русини-лемки, які компактно проживали на своїх історичних землях.
У 1975—1998 роках село належало до Замойського воєводства.

## Демографія
Демографічна структура станом на 31 березня 2011 року:
|          | Загалом | Допрацездатний вік | Працездатний вік | Постпрацездатний вік |
| -------- | ------- | ------------------ | ---------------- | -------------------- |
| Чоловіки | 58      | 8                  | 44               | 6                    |
| Жінки    | 70      | 17                 | 37               | 16                   |
| Разом    | 128     | 25                 | 81               | 22                   |